# طقس أرمني

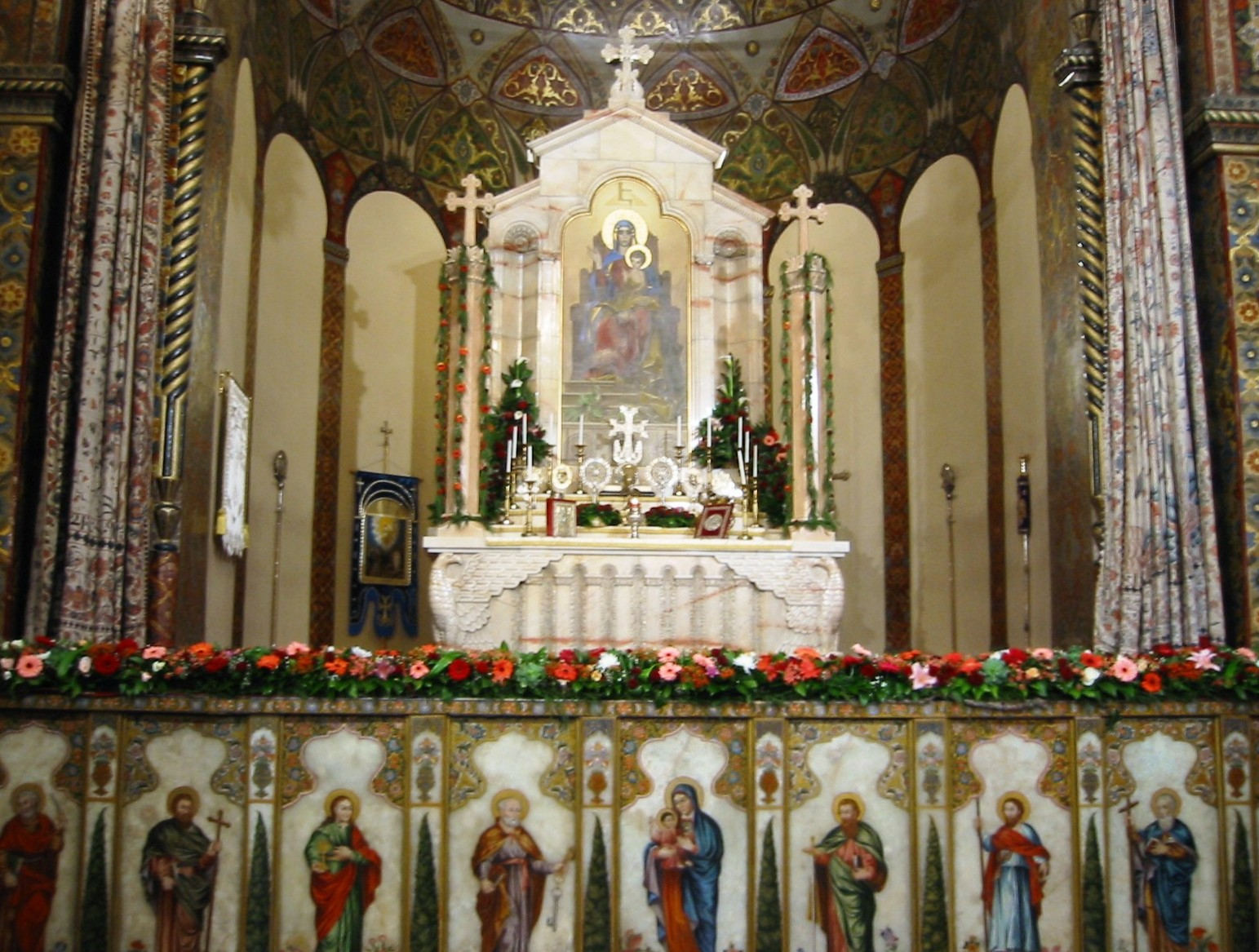
مذبح كنيسة أرمنية.

الطقس الأرمني هو قداس مستقل يُستخدم من قبل كل من الكنيسة الرسولية الأرمنيّة والكنيسة الأرمنية الكاثوليكية. ويستخدمها أيضًا عدد كبير من الكاثوليك الشرقيين في جمهورية جورجيا.
نمط القداس من كتابات القديس غريغوريوس المنور، مؤسس وشفيع الكنيسة الأرمينية. تأسست وفق التقاليد الكنسيّة في القرن الأول على يد القديس تداوس والقديس برثلماوس وكلاهما من التلاميذ الاثني عشر، ولذلك تصف هذه الكنيسة نفسها «بالرسولية». من ناحية الطقوس، للكنيسة طقوسها الخاصة المنبثقة من الحضارة والمجتمع الأرمني، غير أنها تندرج في عائلة الطقوس والليتورجيات الشرقية أي تلك التي نشأت في القدس ومن ثمّ ازدهرت في الرها. أما من ناحية العقائد، فإن الكنيسة الأرمنية هي من الكنائس اللا خلقيدونية أي أنها تندرج ضمن عائلة الكنائس الأرثوذكسية المشرقية وتتقاسم المعتقدات ذاتها مع الأقباط الأرثوذكس والسريان الأرثوذكس بشكل رئيسي.